# 실활치
실활치는 치아의 치수가 활력을 잃은 경우이다.
원래 치수는 혈류를 통해 산소등의 영양분을 치아에 공급하고 이산화탄소등을 가져가는 신진대사를 한다. 
실활치의 경우는 신진대사가 이루어지지 않고 치수의 괴사를 의미한다.